# Christian Vargas (futbolista boliviano)
Christian Israel Vargas Claros (Cochabamba, 8 de septiembre de 1983) es un exfutbolista boliviano. Se desempeña como ayudante de campo en el Club Aurora.

## Selección nacional
Ha sido internacional con la Selección de fútbol de Bolivia en quince ocasiones.

## Clubes
| Club              | País    | Año         |
| ----------------- | ------- | ----------- |
| Jorge Wilstermann | Bolivia | 2004        |
| San José          | Bolivia | 2005 - 2006 |
| Jorge Wilstermann | Bolivia | 2007        |
| The Strongest     | Bolivia | 2008        |
| Blooming          | Bolivia | 2009        |
| Jorge Wilstermann | Bolivia | 2010        |
| San José          | Bolivia | 2011 - 2012 |
| Bolívar           | Bolivia | 2012 - 2013 |
| Jorge Wilstermann | Bolivia | 2013 - 2017 |
| Real Potosí       | Bolivia | 2018 - 2019 |
| Club Aurora       | Bolivia | 2020 - 2021 |